# アーミル・カーン
アーミル・カーン（Aamir Khan、アラビア文字表記：عامر خان、デーヴァナーガリー表記：आमिर ख़ान、1965年3月14日 - ）はインドの映画俳優兼プロデューサー。インド国立映画賞受賞。ムスリム。

## 経歴

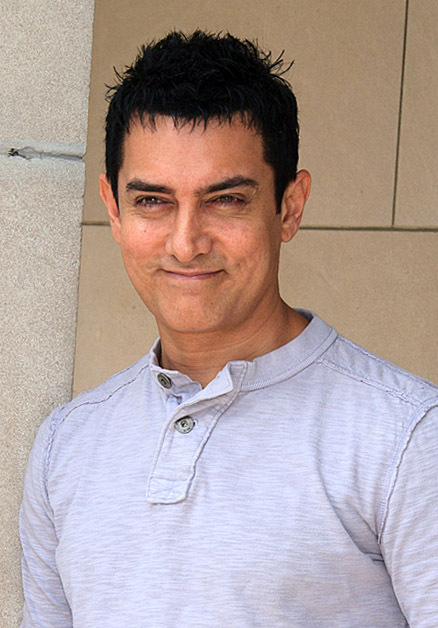
トロント国際映画祭にて（2010年）

インドのマハラシュトラ州ムンバイで、シーア派イスラム教徒の家に生まれた。父のターヒル・フサインも映画監督・プロデューサー、叔父も映画監督だった。
1973年に子役として映画出演し、1984年に大人の俳優としてケータン・メヘター監督の『ホーリー祭』でデビューした。
1988年の『破滅から破滅へ』(Qayamat Se Qayamat Tak)で主演・メジャーデビュー。
1999年には映画会社アーミル・カーン・プロダクションを設立。同社の第1作『ラガーン』に自ら製作及び出演し、アカデミー賞外国語映画賞にノミネートされた。
2006年の『黄色に塗れ』(Rang De Basanti)は、再びアカデミー賞外国語映画賞にインド代表作品として出品された。
2007年の『地上の星たち』(Taare Zameen Par)では識字障害を持つ少年を主人公に初監督・出演。監督としても高い評価を受けた。
主演作品でインド映画の全世界歴代興行収入1位を5回記録している。
1. 2008年 - 『ガジニ』 / 	23億2000万ルピー（約41億円）
2. 2009年 - 『きっと、うまくいく』 / 45億9960万ルピー（約82億円）
3. 2013年 - 『チェイス!』 / 58億9200万ルピー（約104億円）
4. 2014年 - 『PK』 / 85億4000万ルピー（約151億円）
5. 2016年 - 『ダンガル きっと、つよくなる』 / 212億2300万ルピー（約376億円）

社会活動家としての仕事も行っており、ヒラリー・クリントンやビル・ゲイツと対談を行ったことがある。TIME誌による2013年の「世界で最も影響力のある100人」の一人に選出されている。
2014年10月 『チェイス!』日本公開の為、家族で初来日。また同映画は 第27回 東京国際映画祭 に特別招待されている。
2016年にはウォルト・ディズニー・ピクチャーズとアーミル・カーン・プロダクションで共同制作し、『ダンガル きっと、つよくなる』を公開。
2017年には『シークレット・スーパースター』を製作・出演。
2018年はアドベンチャー映画『タグ・オブ・ヒンドスタン』でアミターブ・バッチャンと共演。
2019年は、『シークレット・スーパースター』のアドヴェイト・チャンダン監督と再びタッグを組み、1994年のアメリカ映画『フォレスト・ガンプ/一期一会』をリメイクした『Laal Singh Chaddha』に主演予定だった。しかしコロナウイルスのため延期となり、2022年に公開された。作品はカーンの主演作品としてはヒットせず制作費の回収には至らなかった。

## 人物
モットーは「夢を妥協してはいけない、夢を実現するために妥協することはあっても、夢そのものを妥協してはいけない」
デビュー直後の失敗の経験から、出演作は脚本を心から愛せるかどうかで慎重に決める。
出演作で数十曲以上のダンスシーンをこなしているが、本人曰くダンスは苦手らしい。だがオーストラリアのプロタップダンサー集団の指導を受けた際、予想以上の伸びを見せプロダンサーたちを驚愕させた。
人柄に関してはとても努力家でミスターパーフェクト（日本での呼称・インドではMr. Perfectionist＝完璧主義者）と呼ばれるほど役作りに没頭し、様々な役柄をこなす。
役柄にあわせて体型を変えており『ガジニ』では筋肉の塊のような体を作り、『きっと、うまくいく』では44歳で大学生役を演じるため筋肉を削ぎ落とし、『チェイス!』では監督へ撮影開始を約1年ほど延期して欲しいと要求し体脂肪率9%の強靭な肉体へ肉体改造を行った。
自身の持つ俳優としての影響力や、「物語を伝える力」を社会のために生かしたいと考え、女性・子供の地位向上やインドが抱えるカースト制度の闇など、さまざまな社会問題を考えるTV番組Satyamev Jayateの企画、司会を務めるなど、社会的弱者の地位向上を目指し活動する一面もある。

## 評価

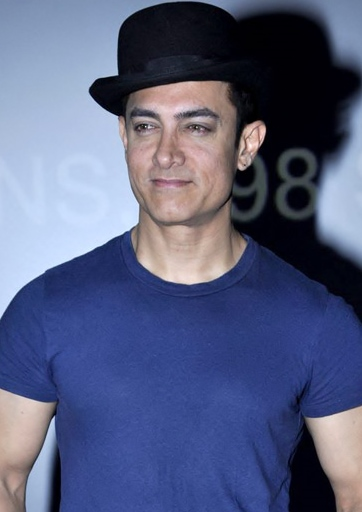
2013年『チェイス!』の頃

インドではシャー・ルク・カーン、サルマーン・カーンとアーミル・カーンの3人をあわせて3大カーンと呼ばれ、3人とも1965年生まれでボリウッドで絶大な人気を誇る。
出演作に全力を注ぐため同時進行はせず、撮影準備期間も長く、他のスターに比べて1〜2年に一作品の寡作だが、どれも大ヒットしており、インド国内では彼以上の天才はいないと言われている。
ヒットしないと言われていた歴史/スポーツ物である『ラガーン』の主演・製作を手がけるなど、従来のヒンディー語映画の主流娯楽作品の枠を超える映画をヒットさせ、映画界の変革者と言われることもある。
インドのみならずアメリカやインド周辺国などでも人気があり他国の俳優、有名人からも演技、社会貢献に対して様々な評価がなされている。

## 主な出演作品
- ホーリー祭 Holi （1984年/ケータン・メヘター監督）
- 破滅から破滅へ Qayamat Se Qayamat Tak （1988年/マンスール・カーン監督）
- 心 Dil （1990年/インドラ・クマール監督）
- 心が耳を閉ざす Dil Hai Ke Manta Nahin （1991年/マヘーシュ・バット監督）
- ランギーラー Rangeela（1995年/ラーム・ゴーパール・ヴァルマー監督）
- ラージャー・ヒンドゥースターニー Raja Hindustani （1996年/ダルメーシュ・ダルシャン監督）
- アース Earth（1998年/ディーパー・メヘター監督）
- ディル・チャハター・ハェ Dil Chahta Hai（2001年/ファルハーン・アフタル監督）
- ラガーン Lagaan: Once Upon a Time in India（2001年/アーシュトーシュ・ゴーワーリカル監督/兼 製作）
- マンガル・パンデー Mangal Pandey: The Rising （2005年/ケータン・メヘター監督）
- 黄色に塗れ Rang De Basanti（2006年/ラーケーシュ・オームプラカーシュ・メフラー監督）
- ファナー Fanaa（2006年/クナール・コーフリー監督）
- 地上の星たち Taare Zameen Par（2007年/兼 共同監督・製作）
- ガジニ Ghajini（2008年/AR Murugadoss監督）
- きっと、うまくいく 3 idiots（2009年/ラージクマール・ヒラーニ監督）
- タラーシュ Talaash: The Answer Lies Within（2012年/Reema Kagti監督/兼 製作）
- チェイス! Dhoom 3（2013年/Vijay Krishna Acharya監督）
- PK PK（2014年/ラージクマール・ヒラーニ監督）
- ダンガル きっと、つよくなる Dangal（2016年/ニティーシュ・ティワーリー監督/兼 製作）
- シークレット・スーパースター Secret Superstar（2017年/アドヴェイト・チャンダン監督/兼 製作）
- タグ・オブ・ヒンドスタン（英語版） Thugs of Hindostan (2018年/Vijay Krishna Acharya監督）
- Koi Jaane Na (2021年/Amin Hajee監督/本人役での特別出演)
- Laal Singh Chaddha (2022年/アドヴェイト・チャンダン監督/兼 製作)
- Salaam Venky (2022年/Revathi監督/カメオ出演)